# Loi spéciale
Une loi spéciale est un type particulier de loi. Ses modalités dépendent grandement du pays où elle est mise en place.

## Belgique
Une loi spéciale, ou loi à majorité spéciale désigne en Belgique une loi qui ne peut être valablement adoptée que si elle recueille la majorité simple, à la fois dans le groupe des représentants (et des sénateurs) francophones, et dans le groupe des représentants (et des sénateurs) néerlandophones.
Cette loi est votée aux deux chambres et requiert un quorum de présence et ce quorum de vote :
| Groupe francophone               | Groupe néerlandophone            |
| -------------------------------- | -------------------------------- |
| > 1/2 de présence                | > 1/2 de présence                |
| > 1/2 de votes exprimés positifs | > 1/2 de votes exprimés positifs |

Ce quorum nécessité "une majorité absolue" (ou "majorité simple"), c'est-à-dire plus de la moitié (de présence ou de vote).
De plus, l'ensemble des votes positifs doit être au moins égal aux deux tiers des voix présentes.
Ces exigences évitent qu'une majorité de circonstance puisse faire passer une loi qui serait rejetée par la majorité d'une des communautés linguistiques.
C'est l'article 4, alinéa 3, de la Constitution belge qui détermine les matières pour lesquelles une loi spéciale est requise, notamment pour modifier les limites des régions ou les compétences respectives des communautés.
Dans les assemblées, les majorités requises pour que pareille loi soit votée sont plus importantes encore que pour les révisions de la Constitution. Les deux tiers des voix sont exigés, en plus de la majorité absolue dans chaque groupe linguistique, bien que cette derrière exigence ne s'applique pas aux modifications de la loi fondamentale.

## France
En France, l'article 47 de la Constitution prévoit la possibilité de prendre une loi spéciale dans certains cas où la loi de finances ne peut pas être promulguée dans les temps.

## Québec
Le concept de loi spéciale n'est pas définie juridiquement au Québec. Le terme est malgré tout parfois employé pour désigner une loi adoptée en cas d'urgence pour résoudre, notamment un conflit de travail. Voici quelques exemples :
- Loi protégeant la province contre la propagande communiste, mieux connue sous le nom de loi du cadenas[2], 1937
- Loi assurant la reprise des services dans les collèges et les écoles du secteur public, 1983
- Loi concernant les conditions de travail dans le secteur public, 2005
- Loi permettant aux étudiants de recevoir l’enseignement dispensé par les établissements de niveau postsecondaire qu'ils fréquentent, 2012

### Limites constitutionnelles aux lois spéciales
Dans l'arrêt  Procureur général du Québec c. Les avocats et notaires de l'État québécois, la Cour d'appel du Québec a reconnu que de telles lois peuvent être inconstitutionnelles en raison de la reconnaissance constitutionnelle du droit de grève dans l'arrêt Saskatchewan Federation of Labour c. Saskatchewan . Le jugement a été confirmé par la Cour suprême qui a refusé d'entendre l'appel. En effet, depuis 2015, la Cour suprême reconnaît que le droit de grève fait implicitement partie de la liberté d'association de la Charte canadienne des droits et libertés.
Dans cette affaire relativement à une loi de 2017 forçant le retour au travail des juristes de l'État, le gouvernement n'avait pas eu recours à la disposition de dérogation à la Charte canadienne, bien qu'il aurait pu y recourir. Donc un gouvernement qui voudrait malgré tout contrecarrer le droit de grève constitutionnel de travailleurs dans une loi spéciale a tout de même la possibilité d'utiliser la clause nonobstant car la liberté d'association (art. 2 d) L.C. 1982) fait partie des articles 2 et 7 à 15 couverts par l'article 33 de la Charte canadienne.